# Merah Jernang
Merah Jernang is een bestuurslaag in het regentschap Aceh Tengah van de provincie Atjeh, Indonesië. Merah Jernang telt 419 inwoners (volkstelling 2010).